# Anton Szkaplerow
Anton Nikołajewicz Szkaplerow (ros. Антон Николаевич Шкаплеров, ur. 20 lutego 1972 w Sewastopolu) – rosyjski astronauta, Bohater Federacji Rosyjskiej (2013).

## Życiorys
W latach 1989–1992 uczył się w Wojskowej Wyższej Szkole Lotniczej Pilotów w Czernihowie, w 1994 ukończył z wyróżnieniem Kaczyńską Wojskową Wyższą Szkołę Lotniczą Pilotów, w 1997 Wojskową Akademię Inżynieryjną Sił Powietrznych, a w 2010 Rosyjską Akademię Służby Państwowej przy Prezydencie Federacji Rosyjskiej. Służył w rosyjskich siłach powietrznych do 2012, gdy został zwolniony do rezerwy.
W 1995 po raz pierwszy brał udział jako kandydat do naboru do Centrum Wyszkolenia Kosmonautów im. J. Gagarina, 29 maja 2003 został włączony do oddziału kosmonautów i od 16 czerwca 2003 do 28 czerwca 2005 przechodził ogólne przysposobienie zakończone egzaminem, który zdał z wyróżnieniem. W lipcu 2008 został wyznaczony do dublującej (rezerwowej) załogi Ekspedycji 22 na Międzynarodową Stację Kosmiczną, a w lipcu 2009 załogi dublującej Ekspedycji 27 na MKS. 19 listopada 2009 został wyznaczony do odbycia lotu kosmicznego i 19 grudnia 2009 mianowany dowódcą załogi dublującej statku Sojuz TMA-17, podczas startu którego 20 grudnia 2009 był dublerem dowódcy statku. Wiosną 2011 był dublerem dowódcy statku Sojuz TMA-21.
Od 14 listopada 2011 do 27 kwietnia 2012 jako dowódca uczestniczył w misji Sojuz TMA-22/Ekspedycja 29/Ekspedycja 30 na Międzynarodową Stację Kosmiczną, trwającej 165 dni, 7 godzin, 31 minut i 34 sekundy. Wykonał wówczas jeden kosmiczny spacer trwający 6 godzin i 15 minut. 11 września 2012 otrzymał honorowe obywatelstwo Sewastopola, a w 2013 miasta Gagarin. 2 listopada 2013 otrzymał tytuł Bohatera Federacji Rosyjskiej.
Od 23 listopada 2014 do 11 czerwca 2015 jako dowódca brał udział w misji Sojuz TMA-15M/Ekspedycja 42/Ekspedycja 43 na Międzynarodową Stację Kosmiczną, trwającej 199 dni, 16 godzin i 42 minuty.
Od 17 grudnia 2017 do 3 czerwca 2018 brał udział w misji Sojuz MS-07 (dowódca)/Ekspedycja 54 (inżynier)/Ekspedycja 55 (dowódca) na Międzynarodową Stację Kosmiczną. W trakcie Ekspedycji 54 odbył swój drugi spacer kosmiczny, trwał on 8 h i 13 min.
Stowarzyszenie Uczestników Lotów Kosmicznych (Association of Space Explorers) przyznało mu Universal Astronaut Insignia za lot orbitalny (nr 521).